# Antōnīs Giōrgallidīs
Antōnīs Giōrgallidīs (in greco: Αντώνης Γιωργαλλίδης; Larnaca, 30 gennaio 1982) è un ex calciatore cipriota, di ruolo portiere.

## Carriera

### Club
Ha giocato nella massima serie dei campionati cipriota e greco.

### Nazionale
Ha esordito con la nazionale cipriota nel 2005.

## Palmarès

### Club

#### Competizioni nazionali
- Campionato cipriota: 3

Anorthōsīs: 1999-2000, 2004-2005
Omonia: 2009-2010
- Coppa di Cipro: 5

Anorthōsīs: 2001-2002, 2002-2003
Omonia: 2010-2011, 2011-2012
AEK Larnaca: 2017-2018
- Supercoppa di Cipro: 3

Anorthōsīs: 1999, 2000
Omonia: 2010